# Centuriação

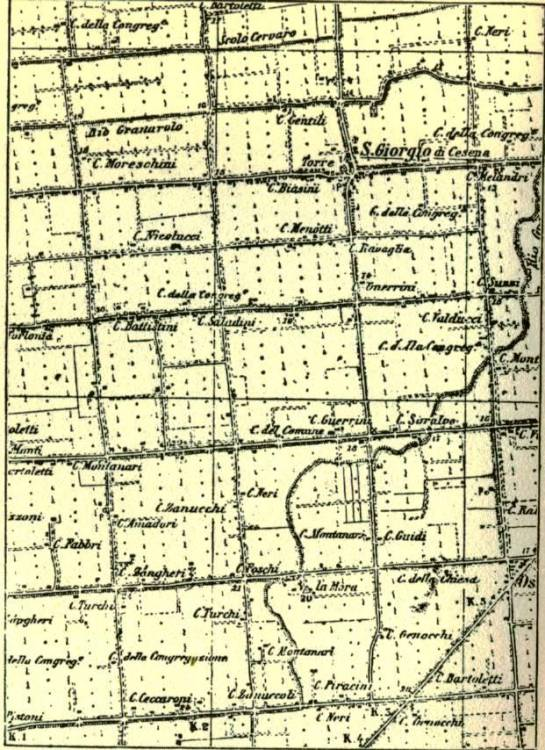
Mapa do séc. XVI da centuriação da região de Cesena

A centuriação (em latim centuriatio ou, mais comumente, limitatio, também conhecida como grade romana), era um sistema de divisão do território usado pelos romanos. A fase de desmatamento era seguida de um processo de parcelamento do terreno em grandes quadriláteros de cerca de 710 metros de lado, traçados usando instrumentos de agrimensores, e que eram delimitados por vias de acesso, ou canais. Em alguns casos, essas parcelas, eram atribuídas aos veteranos do exército romano numa nova colônia, ou aos habitantes indígenas. Um dos exemplos mais bem preservados da centuriação romana na Europa fica na área de Cesena.

## História
Os romanos começaram a usar a centuriação para a fundação, no século IV a.C. de novas colônias no Campo Sabino, a nordeste de Roma. O desenvolvimento das características geométricas e operacionais que se tornariam o padrão veio com a fundação das colônias romanas no vale do Pó, começando com Arímino (Rimini) em 268 a.C.
A lei agrária introduzida por Tibério Graco em 133 a.C., que incluiu a privatização do ager publicus, deu um grande impulso à divisão de terras por meio da centuriação.
A centuriação foi amplamente utilizada em toda a Itália e também em algumas províncias. Por exemplo, uma análise cuidadosa identificou, na área entre Roma e Salerno, 80 sistemas de centuriação diferentes criados em momentos diferentes. A centuriação é típica de terrenos planos, mas sistemas de centuriação também foram documentados em regiões montanhosas.

## Procedimento
Havia vários padrões e variedades de sistemas adotados. O mais difundido era o do ager centuriatus. O agrimensor romano escolhia primeiro o centro da cidade (em Latim: Umbilicus soli). Depois decidia da orientação das vias, em princípio Norte Sul e Este Oeste, resultante da tradição dos Etruscos. Mas por razões práticas, a orientação dos eixos nem sempre coincidiu com os quatro pontos cardeais e seguia as características orográficas da área, tendo também em conta a inclinação do terreno e o escoamento das águas pluviais ao longo dos canais de drenagem que eram traçados (centuriação de Florença ). Em outros casos, baseava-se na orientação das linhas de comunicação existentes (centuriação ao longo da Via Emilia ) ou outras feições geomorfológicas.
Em seguida, traçava, a partir do centro, os dois eixos rodoviários perpendiculares usando a groma:
- o primeiro na direção Este-Oeste, chamado decumanus maximus
- o segundo na direção Norte-Sul, conhecido como cardo maximus.

Depois de delimitar a cidade, com eixos paralelos aos dois primeiros, formando uma grade ortogonal uma outra grade era formada para delimitar o território agrícola envolvente, em princípio com os mesmos eixos.

### Centuriação do território
Sucessivamente marcava-se paralelamente aos eixos iniciais, cardos e decumani secundários. Traçava-se assim eixos rodoviáros ortogonais de 100 actus (cerca de 3,5 Km. ). O território era assim subdividido em superfícies quadradas denominados saltus, por vias, canais ou marcos (cippus)
A rede viária era posteriormente dividida com uma grade ortogonal mais fina de 20 actus ( 710,4 metros ). As áreas quadradas resultantes desta última divisão eram as centúrias.
A distribuição de terras vinha após a conclusão das estradas. Cada centuria era subdividida em 10 lotes, de dois actus (71,04 metro ) formando 100 superfícies quadradas de cerca de 0,5 hectares chamadas heredia ( centum (100) heredia = centuria ). Cada herídio era subdividido ao meio pelo eixo sul-norte, constituindo-se dois magistrados (o magistrado, de 2 523 m2, correspondia à superfície de terra que poderia ser lavrada em um dia por uma parelha de bois).

## Nos Estados Unidos

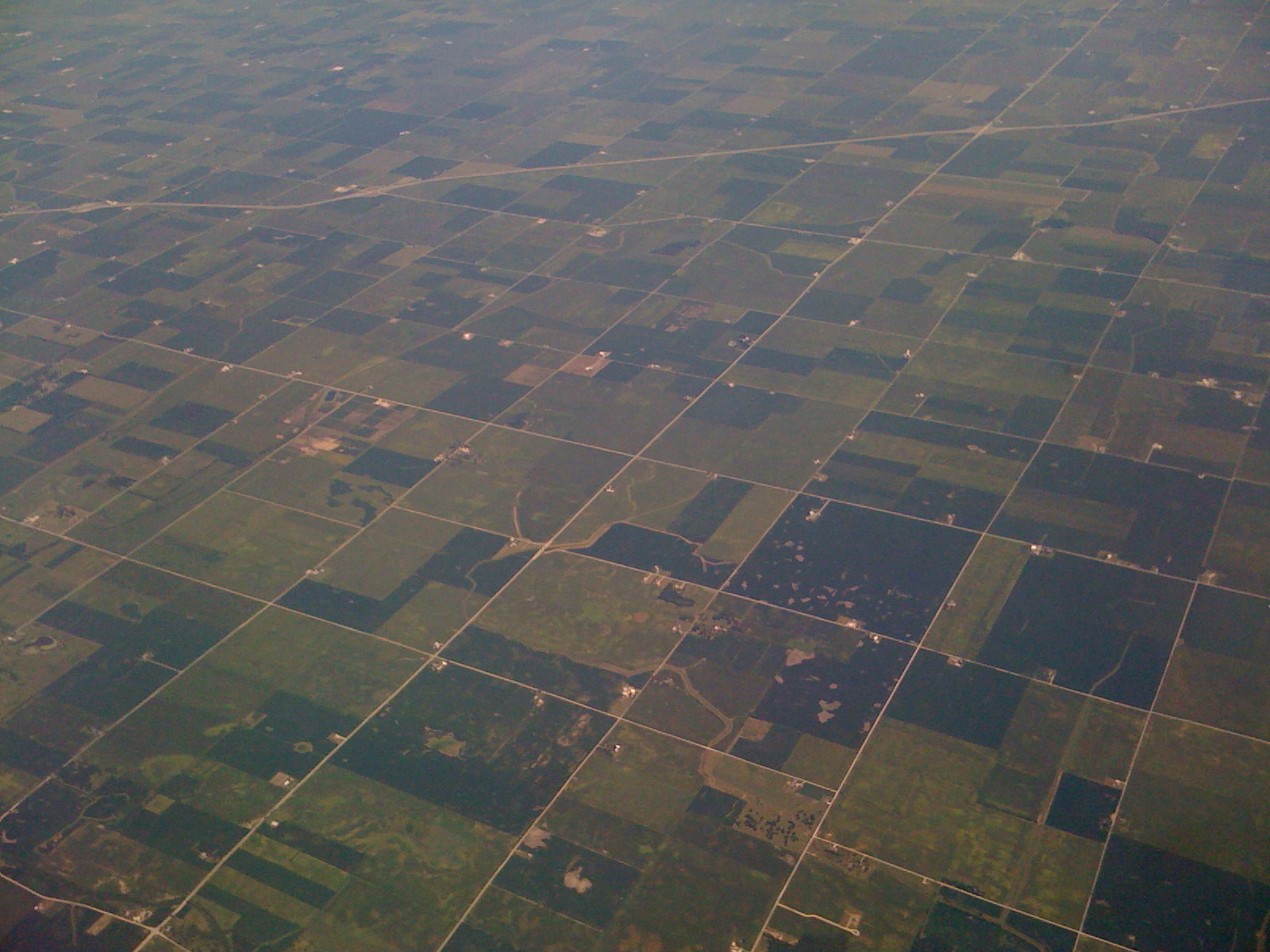
Centuriação nos EUA

Foi sugerido que o sistema de centuriação romano inspirou  o sistema de parcelamento das terras públicas dos Estados Unidos, chamado Public Land Survey System (Sistema de Levantamento Topográfico de Terras Públicas), que divide parte do território em uma grade regular, tendo como referência o equador e meridianos. A semelhança dos dois sistemas é óbvia com certas partes da Itália, por exemplo, onde permaneceram vestígios de centuriação. No entanto, Thrower ressalta que, ao contrário do sistema dos EUA, "nem todo a centurião romano apresenta uma orientação consistente" seguindo a orientação N-S.

## Regiões onde a centuriação foi usada
Ainda hoje, em algumas partes da Itália, a paisagem da planície é determinada pelo resultado da centuriação romana, com a persistência de elementos retos (estradas, canais de drenagem, divisões de propriedade) que sobreviveram ao desenvolvimento territorial e muitas vezes são elementos básicos da urbanização, pelo menos até ao século XX, altura em que a pressão humana do crescimento urbano e das infraestruturas destruiu muitos dos vestígios dispersos pela paisagem agrícola. De mesmo na Espanha, Tunísia, alguns casos isolados no sul da França (Orange, Valence), e mais raro no sul e centro da Grã-Bretanha. Em Portugal uma foto aérea de 1947 evidência claramente a centuriação em volta da cidade de Braga.A área envolvente de Beja foi dividida em grande lotes de 50 hectares, e a indícios que cada família recebia 4 lotes. Évora foi outra grande cidade a ser loteada conforme as regras da centuriação pelos romanos.